# エドワード・ドミトリク
エドワード・ドミトリク（Edward Dmytryk, 1908年9月4日 - 1999年7月1日）は、カナダ生まれのアメリカの映画監督。

## 来歴
カナダ・ブリティッシュコロンビア州グランド・フォークス生まれ。両親はロシア帝国（当時）から移住してきたウクライナ人。幼少時に一家でサンフランシスコに移住（アメリカ合衆国の市民権を取得したのは31歳の時）。幼い頃から映画に熱中しておりそれが高じて15歳の時、メッセンジャー・ボーイとしてパラマウント映画でアルバイトを始める。数学と物理学に長けていたため奨学金を得てカリフォルニア工科大学に入学したが、1年で中退してパラマウントに入り編集技師として働き始め、レオ・マッケリー監督の『邂逅』などを編集している。
1935年、短編ウエスタン『The Hawk』で監督デビュー。いくつかのB級映画を手掛けたのち1942年、RKOへ移籍、同年に監督したプロパガンダ映画『ヒットラーズ・チルドレン/恐怖の殺人養成所』はわずか20万ドルの低予算で制作されたが322万ドルを稼ぎ出す大ヒットとなり、一躍注目を集める。
1943年、映画プロデューサーのエイドリアン・スコットと組み、レイモンド・チャンドラーのハードボイルド小説『さらば愛しき女よ』を原作に『ブロンドの殺人者』を制作、その特異な画面構成はヨーロッパを中心に高く評価され、フィルム・ノワールの代表的な作品となった。1947年には再びスコットと組んで、リチャード・ブルックスの小説『十字砲火』を原作は同性愛がテーマであるのをユダヤ人問題に置き換えて制作、人種差別問題に鋭いメスを入れた最初の映画として高く評価され、第20回アカデミー賞5部門にノミネートされた（この時自身も監督賞にノミネートされている）。
しかし、全米に吹き荒れたマッカーシズムの中で彼自身も作風とロシア系の出自（正確にはウクライナ系）から下院非米活動委員会にマークされるところとなり、ブルックス共々召喚されるが、ダルトン・トランボら他の8人と共にアメリカ合衆国憲法修正一条（言論と集会の自由を規定した条項）を楯にして証言を拒否したことから、ハリウッド・ブラックリストに名前を載せられたためRKOを解雇され、イギリスへ渡り3本の映画を制作した。その後帰国し逮捕され、他のメンバー（ハリウッド・テン）と共に議会侮辱罪で禁固6カ月と罰金1,000ドルを言い渡され服役。出所後、転向を表明して委員会でジュールズ・ダッシンらの名前を証言した。
この転向によってハリウッドに復帰、当時独立プロデューサーだったスタンリー・クレイマーのもとで低予算映画『8人の鉄人』（日本劇場未公開）や大作『ケイン号の叛乱』を制作し、高い評価を受けた。以降、スペンサー・トレイシー、エリザベス・テイラー、モンゴメリー・クリフト、マーロン・ブランド、ヘンリー・フォンダなどの大スターを起用して、当時新技術だったワイド・スクリーンを駆使した娯楽大作を多く手掛けた。
また、1976年から1981年まで南カリフォルニア大学やテキサス大学オースティン校で映画学科の教授を務めた。
1999年7月1日、心不全と腎不全の合併症で死去。90歳。

## 主な監督作品
- 緊急待機命令 Emergency Squad (1940) 日本未公開
- ヒットラーズ・チルドレン/恐怖の殺人養成所 Hitler's Children (1943) 日本未公開
- 夫は還らず Tender Comrade (1943) 日本未公開
- ブロンドの殺人者 Murder, My Sweet (1944)
- バターンを奪回せよ Back to Bataan (1945)
- 影を追う男 Cornered (1945) 日本未公開
- 時の終りまで Till the End of Time (1946) 日本未公開
- 許されざる女 So Well Remembered (1947) 日本未公開
- 十字砲火 Crossfire (1947)
- コンクリートの中の男 Give Us This Day (1949)
- カリブの反乱 Mutiny (1952) 日本未公開
- 狙撃者 The Sniper (1952) 日本未公開
- 8人の鉄人  Eight Iron Men (1952) 日本未公開
- ケイン号の叛乱 The Caine Mutiny (1954)
- 折れた槍 Broken Lance (1954)
- 情事の終わり The End of the Affair (1954)
- 一攫千金を夢見る男 Soldier of Fortune (1955)
- 山The Mountain (1956)
- 愛情の花咲く樹 Raintree County (1957)
- 若き獅子たち The Young Lions (1958)
- 嘆きの天使 The Blue Angel (1959)
- ワーロック Warlock (1959)
- 荒野を歩け Walk on the Wild Side (1962)
- 大いなる野望 The Carpetbaggers (1964)
- 愛よいずこへ Where Love Has Gone (1964)
- 蜃気楼 Mirage (1965)
- アルバレス・ケリー Alvarez Kelly (1966)
- アンツィオ大作戦 Anzio (1968)
- シャラコ Shalako (1968)
- 青ひげ Bluebeard (1972)
- 狼たちの影 The 'Human' Factor (1975)

## 受賞とノミネート
| 賞                           | 年   | 部門   | 作品名   | 結果       |
| ---------------------------- | ---- | ------ | -------- | ---------- |
| アカデミー賞                 | 1947 | 監督賞 | 十字砲火 | ノミネート |
| ニューヨーク映画批評家協会賞 | 1947 | 監督賞 | 十字砲火 | ノミネート |